# 安曇野市三郷福祉バス
安曇野市三郷福祉バス（あづみのしみさとふくしバス）とは、長野県安曇野市が運営する福祉バス。
三郷地区内を運行する。

## 運行経路
詳細は外部リンクの安曇野市サイトを参照。
- 三郷郵便局 - 一日市場駅 - 三郷支所前